# خوليو غوتيريز (ملحن)
خوليو غوتيريز هو موزع وملحن وعازف بيانو كوبي، ولد في 12 يناير 1918 في مانزانيلو في كوبا، وتوفي في 15 ديسمبر 1990 في نيويورك في الولايات المتحدة.

## وصلات خارجية
- خوليو غوتيريز على موقع ميوزك برينز (الإنجليزية)
- خوليو غوتيريز على موقع ديسكوغز (الإنجليزية)